# 北婆罗洲渣打公司

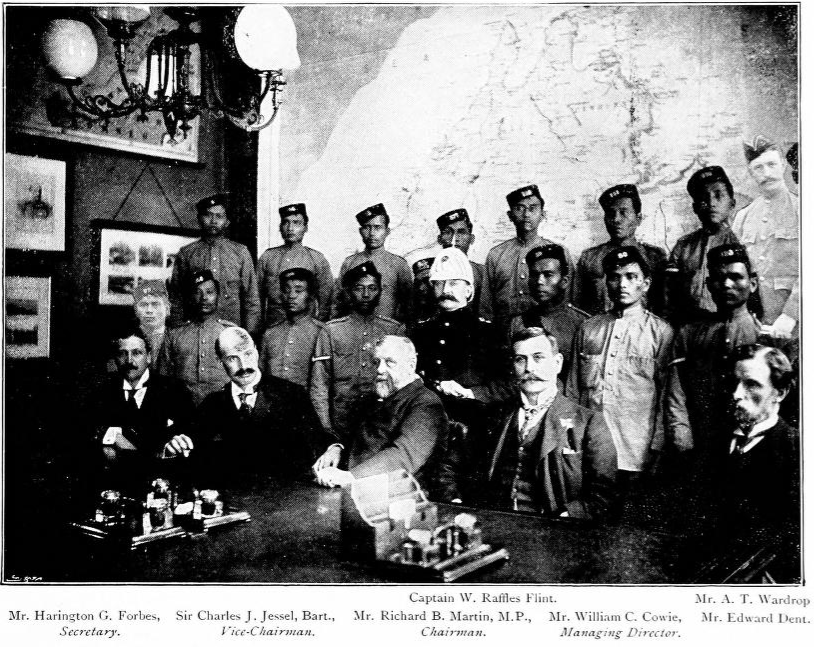
董事会

北婆罗洲渣打公司（英語：North Borneo Chartered Company），又叫做北婆罗洲特许公司或英属北婆罗洲公司（BNBC, British North Borneo Company），是一个在1881年开始负责管理北婆罗洲（今属于马来西亚沙巴）的特许公司。1888年，北婆罗洲成为大英帝国的保护国，但保留内部自治。1890年，渣打公司开始管理纳闽，一直到1905年纳闽成为海峡殖民地的一部分为止。1946年，北婆罗洲成为大英帝国的直辖殖民地。渣打公司的格言是（拉丁语），代表着"我继续并完成"。公司的首任董事长是阿尔弗雷德·丹特（Alfred Dent）。
北婆罗洲渣打公司在取得了北婆罗洲的统治权一年之后，即1882年，渣打公司在加耶岛建立了一个堡垒。不过，在1897年的末沙烈抗英事件中，此堡垒被北婆罗洲下南南的酋长，也就是末沙烈彻底摧毁，再未重建。此公司在当地征税也不断受到当地人的抨击。
渣打公司在早期扮演着制定法律、维持秩序、招募来自北印度的锡克警员的角色。除此之外，渣打公司也扩大贸易、建立政府制度、建设法院来执行法律与惩罚、建造连接杰色顿和丹南的铁路以及推动当地农业生产，包括园丘的建立，以及物物交换的方式买卖农作物。

## 历届董事长/总裁
公司和董事会的负责人是总裁（President），1910年之前为董事长（Chairman）。
| 北婆罗洲渣打公司董事长       |                        |
| 1881–1882                    | 阿尔弗雷德·丹特        |
| 1882–1893                    | 卢瑟福·阿尔科克爵士    |
| 1893–1903                    | 理查·马丁爵士          |
| 1903–1909                    | 查理士·詹姆士·杰色爵士 |
| 1909 –1910年9月14日          | 威廉·克拉克·科威       |
| 北婆罗洲渣打公司总裁         |                        |
| 1910–1926                    | 约瑟·威斯特·里奇韦爵士 |
| 1926年2月3日 – 1946年7月15日 | 尼尔·马尔科姆爵士      |

## 查看
- 特许公司
- 北婆罗洲
- 北婆罗洲历任总督